# Lai du cor

Le Lai du cor est un lai rédigé en anglo-normand entre 1170 et 1180 par Robert Biket.
Ce court texte, de moins de 600 vers, relate 
De une aventure qui avint
A la cort al bon rei qui tint.
une aventure survenue à la cour du roi Arthur :
Un mystérieux page, envoyé du roi Mangon le Blond de Moraine, apporte au roi Arthur une corne aux propriétés merveilleuses : l’homme qui réussira à boire le vin qu’elle contient sera assuré d’avoir une compagne fidèle. Le roi ne tient pas compte des exhortations à la prudence et tente de boire à la corne. Il se trouve alors inondé de vin des pieds à la tête. La reine Guenièvre tente de se disculper, mais son plaidoyer ne réussit qu’à déterminer le roi à faire boire tous les chevaliers de sa cour avec aussi peu de succès, ce qui révèle à tous l’infidélité de leurs compagnes. Seul le chevalier Caradoc et son épouse subissent avec succès l’épreuve, ce dont ils seront récompensés par l’octroi d’un fief et le cadeau de la corne elle-même.
Le motif littéraire du Lai du cor relève d’une très ancienne tradition dont on trouve déjà des exemples dans l’Histoire d’Hérodote. Ce thème a introduit dans la littérature anglo-normande, et progressivement dans toute la littérature européenne, une histoire à succès dont témoignent les reprises en français, anglais, allemand et italien qui culmineront au XVIe siècle avec l’Orlando furioso de l'Arioste. Cette réception critique résulte de la capacité du récit à mener une critique, plus ou moins courtoise, de la solidité et de la solidarité de groupes socialement liés (comme la cour) et à se gausser de la fidélité féminine, ainsi que de la crédulité et de la sottise masculine.
Le Lai du cor est conservé dans un manuscrit unique numéro 86 du fonds Digby de la Bodleian Library à Oxford.

## Édition moderne
- Le Lai du cor ; Le manteau mal taillé : les dessous de la Table ronde, éd., trad., annotation et postf. Nathalie Koble ; préf. Emmanuèle Baumgartner, Paris, Éd. Rue d'Ulm, 2005  (ISBN 2728803471).
  - Robert Biket, Il corno magico, edizione critica e commento a cura di Margherita Lecco, Alessandria (Italy), Edizioni dell'Orso, 2004.

## Référence
- Ásdís R. Magnúsdóttir, La Voix du cor, Amsterdam, Rodopi, 1998  (ISBN 9042006021)
- Fredrik Amadeus Wulff, Le Lai du cor. Restitution critique, Lund, C.W.K. Gleerup 1888
- Beatrice Barbieri, « Le contexte manuscrit du Lai du cor et la réception tardive des lais (avec une note sur Renart le Contrefait) », Études françaises, vol. 48, no 3,‎ 2012, p. 115-125 (lire en ligne)